# Diane Lacombe (natation)
Pour les articles homonymes, voir Diane Lacombe et Lacombe.
Diane Lacombe est une nageuse française née le 4 novembre 1976 à Papeete et morte le 25 juillet 1999 à Saint-Benoît (Vienne).
Elle est membre de l'équipe de France aux Jeux olympiques d'été de 1992, et est éliminée en séries du 100 mètres dos.
Elle a été championne de France de natation sur 100 mètres dos en hiver 1992.
Pendant sa carrière, elle a évolué en club au Stade poitevin.